# Gladiátor (film, 2000)
A Gladiátor (Gladiator) 2000-ben bemutatott amerikai történelmi film, amelynek rendezője Ridley Scott. A főszerepben Russell Crowe, Joaquin Phoenix és Connie Nielsen látható. 5 Oscar-díjat nyert a 73. Oscar-gála díjkiosztón, beleértve a legjobb film díját is.
A filmet az Amerikai Egyesült Államokban 2000. május 1-én, míg Magyarországon 17 nappal később, május 18-án mutatták be  a mozikban.

## Cselekmény
A történet – amely csak néhány ponton követi a római birodalom ismert történetét – Kr.u. 180-ban kezdődik, Marcus Aurelius utolsó hódító hadjáratán: a rómaiak megnyerik az utolsó csatát is a barbár germánok ellen. A csata után Maximusnak, a hadvezérnek egyetlen vágya, hogy hazatérhessen a családjához.
A haldokló Marcus Aurelius császár nem bízik meg saját fiában, Commodusban, ezért Maximusra bízza a vezetést, és megkéri rá, hogy állítsa vissza a köztársaságot. Maximus apjaként szereti az öreg uralkodót, és egykor a lányával romantikus kapcsolata volt; gondolkodási időt kér a haldokló császártól másnap hajnalig.
Marcus Aureliust az éjszaka meggyilkolja a fia, miután az közli vele, hogy nem ő lesz a következő uralkodó, így azonban Commodus kerül hatalomra. Első parancsaival halálba küldi vetélytársát és annak családját, és bár a hadvezér megmenekül, feleségét és fiát meggyilkolják. Maximus rabszolgasorba kerül, és egy afrikai provinciába kerül, ahol gladiátorként kénytelen harcolni.
Eközben Commodus egyre komolyabb ellentétbe kerül a szenátussal. Húga próbálja jó irányba terelni, ám gyermeke élete miatt nem mer nyíltan szembeszegülni a bátyjával, akit beteges, erőszakos nemi vágy fűz hozzá.
Commodus, hogy a nép kedvére tegyen, 150 napig tartó gladiátorjátékot rendez. A játékokon felbukkan a harci eredményei révén igen népszerűvé vált Maximus is. Az egykor kiváló katona sorra nyeri meg a küzdelmeket, és hatalmas népszerűségre tesz szert a nép körében. Maximus egy küzdelem után felfedi a császár előtt kilétét. Később halálos, egyenlőtlen párviadalt vívnak egymással, amiben Commodus elbukik, Maximus pedig belehal a sérüléseibe, és így látja viszont családját: a túlvilágon.
A film valamennyi központi szereplője nagyon erős karakter. Kiemelkedő a főszereplő Maximus, aki a történet elején a császár kérését hallva lényegében azonnal meghozza a döntést arról, hogy vállalja a feladatot – és a történet végén, a halála előtti percben, utoljára még felegyenesedve végre is hajtja.

## Szereplők
| Színész             | Szerep           | Magyar hang            |
| ------------------- | ---------------- | ---------------------- |
| Russell Crowe       | Maximus          | Vass Gábor             |
| Joaquin Phoenix     | Commodus         | Rátóti Zoltán          |
| Connie Nielsen      | Lucilla          | Fullajtár Andrea       |
| Richard Harris      | Marcus Aurelius  | Kristóf Tibor          |
| Oliver Reed         | Proximo          | Kránitz Lajos          |
| Derek Jacobi        | Gracchus senator | Fodor Tamás            |
| Djimon Hounsou      | Juba             | Janovics Sándor        |
| Spencer Treat Clark | Lucius Verus     | Kováts Dániel          |
| David Hemmings      | Cassius          | Hollósi Frigyes        |
| John Shrapnel       | Gaius            | Barbinek Péter         |
| David Schofield     | Falco            | Sinkovits-Vitay András |
| Tomas Arana         | Quintus          | Rosta Sándor           |
| Ralf Moeller        | Hagen            | F. Nagy Zoltán         |

### Magyar változat
- Bemondó: Bordi András
- Magyar szöveg: Speier Dávid
- Hangmérnök: Steiner András
- Vágó: Kocsis Éva
- Gyártásvezető: Németh Tamás
- Szinkronrendező: Dóczi Orsolya

A szinkront a Balog Mix Stúdió készítette.

## Jelentősebb díjak és jelölések
- Oscar-díj (2001)
  - díj: legjobb film
  - díj: legjobb színész (Russell Crowe)
  - díj: legjobb vizuális effektusok
  - díj: legjobb jelmeztervezés
  - díj: legjobb hangkeverés
  - jelölés: legjobb férfi mellékszereplő – Joaquin Phoenix
  - jelölés: legjobb látványtervezés – Arthur Max (látványtervező) és Crispian Sallis (díszlettervező)
  - jelölés: legjobb operatőr – John Mathieson
  - jelölés: legjobb rendező – Ridley Scott
  - jelölés: legjobb vágás – Pietro Scalia
  - jelölés: legjobb eredeti filmzene – Hans Zimmer
  - jelölés: legjobb eredeti forgatókönyv – David Franzoni, John Logan, William Nicholson
- BAFTA-díj (2001)
  - díj: legjobb operatőr
  - díj: legjobb vágás
  - díj: legjobb film
  - díj: legjobb látványterv
  - jelölés: legjobb filmzene
  - jelölés: legjobb jelmez
  - jelölés: legjobb smink
  - jelölés: legjobb rendező – Ridley Scott
  - jelölés: legjobb férfi főszereplő – Russell Crowe
  - jelölés: legjobb férfi mellékszereplő – Joaquin Phoenix
  - jelölés: legjobb férfi mellékszereplő – Oliver Reed ((posztumusz)
  - jelölés: legjobb eredeti forgatókönyv
  - jelölés: legjobb hang
- Golden Globe-díj (2001)
  - díj: legjobb filmdráma
  - díj: legjobb filmzene
  - jelölés: legjobb rendező – Ridley Scott
  - jelölés: legjobb férfi főszereplő (filmdráma) – Russel Crowe
  - jelölés: legjobb férfi mellékszereplő – Joaquin Phoenix